# Championnats de France de tennis de table 2019
Navigation
Championnats de France 2018 Championnats de France 2020
Les Championnats de France de tennis de table 2019 ont lieu au Mans du 1 au 3 mars 2019.
Il s'agit de la 89e édition de cette compétition.
Sont disputés les tableaux simples messieurs, simples dames, doubles messieurs, et doubles dames.
C'est également lors de cette édition que l'on voit le retour du double mixte suspendu depuis 2006.

## Simple messieurs
Le pensionnaire du club de l'AS Pontoise-Cergy TT, Can Akkuzu remporte son premier titre de champion de France.

## Simple dames
Jia Nan Yuan, quant à elle, garde son titre pour la troisième année consécutive et cumule alors son cinquième titre de championne de France.

## Double messieurs
Emmanuel Lebesson et Tristan Flore remportent la finale du double messieurs.
À noter qu'il s'agit du 5e titre en double messieurs pour Emmanuel Lebesson.

## Double dames
Laura Gasnier et Carole Grundisch remportent quant à elles, la finale du double dames.

## Double mixte
Pour la réintégration du double mixte, ce sont Emmanuel Lebesson et Carole Grundisch qui remportent la finale.